# Karluk (rivière)
Pour les articles homonymes, voir Karluk.
La rivière Karluk est un cours d'eau de 35 km située dans l'île Kodiak en Alaska aux États-Unis, dont les 23 km amont de son cours sont inclus dans le Refuge faunique national de Kodiak.
Elle offre d'intéressantes opportunités pour la chasse, la pêche, l'observation de la vie animale et les randonnées.